# Zoomorphology
Zoomorphology (ISSN 0720-213X) — германский зоологический журнал для публикации научных исследований в различных областях науки о животных, их морфологии и эмбриологии.

## История
Журнал основан в марте 1924 года, издаётся в Берлине (Германия). В журнале публикуются результаты оригинальных научных исследований в различных областях науки о животных, преимущественно сравнительно-морфологические работы, выполненные на позвоночных и беспозвоночных организмах на макроскопическом, микроскопическом и ультраструктурном уровнях, включая гистологию и эмбриологию.
На начало 2010 года было опубликовано 129 томов.

## Редакция
Главный редактор (2010) — Thomas Bartolomaeus (Rheinische Friedrich-Wilhelms-Universität Bonn, Institut für Evolutionsbiologie und Ökologie, An der Immenburg 1, 53121 Bonn, Germany).

## ISSN
- ISSN 0720-213X (print)
- eISSN: 1432-234X (Online)